# Šehovci (Sanski Most)
Šehovci falu Bosznia-Hercegovinában, a Bosznia-hercegovinai Föderáció Una-Szanai kantonjában, Sanski Most községben. 

## Fekvése
Bosznia-Hercegovina északnyugati részén, Bihácstól légvonalban 63, közúton 86 km-re keletre, Sanski Most központjától légvonalban 2, közúton 3 km-re északkeletre fekvő sík területen, a Szana-folyó jobb partján fekszik. Talići és Trožići településrészekből áll. Itt ömlik a Szanába a Sasina-patak, mely az azonos nevű település határában ered, és 10 km-es újra során a Kruharuša-patak vizét is felveszi,

## Népessége
| Nemzetiségi csoport | Népesség 1991 | Népesség 2013 |
| ------------------- | ------------- | ------------- |
| Szerb               | 35            | 0             |
| Bosnyák             | 849           | 866           |
| Horvát              | 2             | 7             |
| Jugoszláv           | 12            | 0             |
| Egyéb               | 62            | 7             |
| Összesen            | 960           | 880           |

## Története
A régészeti leletek tanúsága szerint területén már a római kortól fogva éltek emberek. A Szana-folyó kanyarulatában, egy 14 m magas fennsíkon, Crkvina nevű földön 1891. tavaszán a cseh származású bosnyák régész Wenzel Radímsky egy római település és egy római vaskohó maradványait találta meg. A lelőhelyen jellegzetes római téglákat, szántáshoz való ekét találtak, és ma is gyakran találnak itt alapfalakat. Egyesek úgy vélik, hogy ezek római település és kohászati üzem, középkori templom és temető maradványai. A lelőhely úgy vált ismertté, hogy föld tulajdonosai, a Bajro és Mustafa Trožić testvérek 1890-ben megpróbáltak kincset keresni ott, és egy nagyobb, valójában római épület alapjait fedezték fel. A Sanski Mostban élő Hasan Čekić ezt hallva ellátogatott arra a helyre, és kiemelt néhány tárgyat, melyet a Trožić testvérek találtak: téglákat, rézpénzeket stb., majd az épület alaprajzával együtt elküldte a szarajevói Nemzeti Múzeumba. Ezután történt a Radímsky vezette szakszerű feltárás. A vaskohó római korra datálását igazolja az itt talált, II. Constantinus császár által veretett 4. századi réz pénzérme. A közeli bányákban valószínűleg a vas mellett ólmot és a rezet is bányásztak, és ezek a bányák meglehetősen hosszú ideig működtek. Ebből az alkalomból Šehovac község lakói elmondták Radímskynek, hogy a Szana folyó bal partján, Šehovcival szemben, egykor egy nagyobb vár volt. A várat és ezt a kohót egy híd kötötte össze, melynek pilléreit a folyóban alacsony vízálláskor látni lehetett. Miután megtalálta a várnak mondott építményt és felfedezte a falait, amelyek körülvették a Zdena forrását, Radímsky arra a következtetésre jutott, hogy ez az épület is római volt, és ez a forrás látta el vízzel azt a várat, amely a mai Šehovcival szemben állt egykor azon a területen, ahol a mai Sanski Mosttól északra a Bliha-folyó a Szanába ömlik.
1879-ben Šehovcinak 296 lakosa volt, közülük 154 muszlim, 34 ortodox szerb és 108 katolikus horvát. Településrészei Čekići, Šehovci Katolički, Šehovci Turski és Zagaj voltak. 1910-ben Šehovci Sasina községhez tartozott. 1941-ben azok közé a települések közé tartozott, ahol muszlimok, szerbek és horvátok egyaránt éltek.
1943. január 4-én a Független Horvát Állam (NDH) hadseregének 1. Banja Luka-i hadosztálya rövid ideig Šehovac közelében csapott össze a Jugoszláv Nemzeti Felszabadító Hadsereg (NOVJ) 5. gárdahadosztályával, ahol mindkét oldalon kisebb veszteségeket szenvedtek. A falu mecsete a második világháború idején leégett.
1992-ben a mecsetet a Boszniai Szerb Köztársaság hadseregének (VRS) tagjai lerombolták. A falu 1995. szeptember elejétől 1995. október 10-ig menekülttáborként működött. Ebben a táborban Sanski Most község területéről elűzött, mintegy 3500 bosnyák menekült tartózkodott. Az 1991-es népszámlálás szerint a településen 28 136 bosnyák élt. Ez a tábor volt az utolsó tábor a háború alatt Sanski Most község területén. A táborban a menekültek több házban, a falu központjában és a házak körüli helyiségekben, valamint kertekben és gyümölcsösökben kaptak helyet, ahol ki voltak téve az időjárás viszontagságainak. A fogvatartottak többségét gyerekek, nők és idősek tették ki. Az egész időszak során fizikai és lelki zaklatásnak, rablásnak, szexuális zaklatásnak és nemi erőszaknak voltak kitéve. Halálos fenyegetéssel és zsarolással pénzt vettek el tőlük, melyben a Szerb Önkéntes Gárda tagjai és más felfegyverzett szerbek vitték a főszerepet. 1995. szeptember 21-én az éjszakai órákban 66 felnőtt férfit, köztük bosnyákokat és horvátokat, valamint egy nőt, Munevera Alagićot, akiket részben ebből a táborból, részben a szomszédos Sasina faluban lévő Sanus Hotel Kotlovnica táborából a Szűz Mária Születése katolikus templom közelébe hurcoltak, és annak a busznak a fényszórója előtt, amellyel a kivégzőhelyre vitték, brutálisan meggyilkolták őket. A felszabadítás után 65 áldozat holttestét találták meg és ásták ki ezen a területen. Később a Poljak-Šehovci mártírtemetőben temették el őket. Két tanú túlélte a bűncselekményt, és vallomást tettek a mészárlásról, de ezidáig emiatt még senkit sem vontak felelősségre. Ugyancsak 1995. szeptember 21-én ebbe a táborba deportálták a Stari Majdan Általános Iskolai tábor lakóinak egy részét. A szeptember végén és október elején szervezett konvojokban a fogvatartottak nagy részét a Bosznia-hercegovinai Hadsereg (ARBiH) hadsereg irányítása alatt álló területre vitték. Mindössze 505 elrejtőzött fogvatartott érte meg a város felszabadítását.
A šehovci muszlim gyülekezetnek, amelyhez Šehovci mellett Poljak település és a Banjalučka utca egy része is tartozik, 290 háztartása van. Az első mecset alapjait 1909 végén rakták le, a minaretet pedig néhány évvel később építették. 1992 októberében a mecsetet a szerb-montenegrói agresszor az imám házával együtt lerombolta, de a háború után a gyülekezet újjáépítette. Hivatalosan 2004. július 17-én nyitották meg.

## Oktatás
Az 1895-ös osztrák-magyar összeírás szerint Šehovciban egy mekteb (iszlám iskola) működött.

## Nevezetességei
- Crkvina – a Szana jobb partján fekvő 150x120 méteres nagyságú fennsíkon római település és fémöntőműhely, valamint középkori templom és temetőjének maradványai találhatók. A lelőhelyen római vaskohó és kemence maradványai mellett sok építési törmelék és építőanyag, alapfalak, padozatok, tégla, cserép, vasöntvények és egyéb leletek kerültek elő. Az épületmaradványok között egy késő középkori templom és egy vele azopnos korú temető maradványai is előkerültek.[12]

- Šehovciban található a Šehovačka mecset, amelyet 1909-ben építettek. 1992-ben a szerbek lerombolták, de a háború utánújjáépítették.

- A Poljak-Šehovci mártírtemetőt a bosznia-hercegovinai háború áldozatai számára létesítették.

## Fordítás
- Ez a szócikk részben vagy egészben  a(z)   Šehovci (Sanski Most) című bosnyák Wikipédia-szócikk ezen változatának fordításán alapul.  Az eredeti cikk szerkesztőit annak laptörténete sorolja fel. Ez a jelzés csupán a megfogalmazás eredetét és a szerzői jogokat jelzi, nem szolgál a cikkben szereplő információk forrásmegjelöléseként.